# Invariante Menge
In der Theorie der dynamischen Systeme bezeichnet man als invariante Menge eine Teilmenge des Phasenraums, die durch den Phasenfluss zu jeder Zeit in sich abgebildet wird.
Invariante Punkte eines dynamischen Systems werden als Gleichgewichtspunkte bezeichnet.
Die Stabilitätstheorie befasst sich mit der Stabilität invarianter Mengen, im einfachsten Fall mit der Stabilität von Gleichgewichten.

## Definitionen
Im Folgenden sei {\displaystyle \Phi \colon \mathbb {R} \times X\to X} ein dynamisches System. Die Definitionen lassen sich analog auf dynamische Systeme {\displaystyle \Phi \colon \mathbb {Z} \times X\to X} übertragen.
Eine Teilmenge {\displaystyle A\subset X} heißt
- vorwärtsinvariant (oder positiv invariant), falls {\displaystyle \Phi (t,A)\subset A} für alle {\displaystyle t>0}
- rückwärtsinvariant (oder negativ invariant), falls {\displaystyle \Phi (t,A)\subset A} für alle {\displaystyle t<0}
- invariant (oder total invariant), falls vorwärts- und rückwärtsinvariant
- strikt vorwärtsinvariant, falls {\displaystyle \Phi (t,A)=A} für alle {\displaystyle t>0}
- strikt rückwärtsinvariant, falls {\displaystyle \Phi (t,A)=A} für alle {\displaystyle t<0}.

## Eigenschaften
- Vereinigungen und Durchschnitte (vorwärts-, rückwärts- oder total) invarianter Menge sind (vorwärts-, rückwärts- oder total) invariant.
- Der Abschluss einer (vorwärts-, rückwärts- oder total) invarianten Menge ist (vorwärts-, rückwärts- oder total) invariant.
- Wenn {\displaystyle A} und {\displaystyle B} total invariant sind, dann ist die Mengendifferenz {\displaystyle A\setminus B} total invariant.